# Apion oblivium
Apion oblivium är en skalbaggsart som beskrevs av Friedrich Julius Schilsky 1902. Apion oblivium ingår i släktet Apion, och familjen spetsvivlar. Enligt den svenska rödlistan är arten starkt hotad i Sverige. Arten förekommer i Götaland. Artens livsmiljö är jordbrukslandskap, havsstränder, stadsmiljö.